# Tropaeolum tuberosum
Tropaeolum tuberosum, llamada popularmente (entre otros muchos nombres) mashwa, añu, isaño o cubio, es una planta originaria de los Andes centrales, y la mayor concentración se encuentra en Colombia, Bolivia, Ecuador y en el Perú entre los 3500 y 4.100 m s. n. m. En Colombia se cultivan variedades que crecen entre los 2600 y 3500 m s. n. m.
Debido a su sabor fuerte, producto de los glucosinolatos, los tubérculos no se comen crudos sino guisados, horneados o fritos.

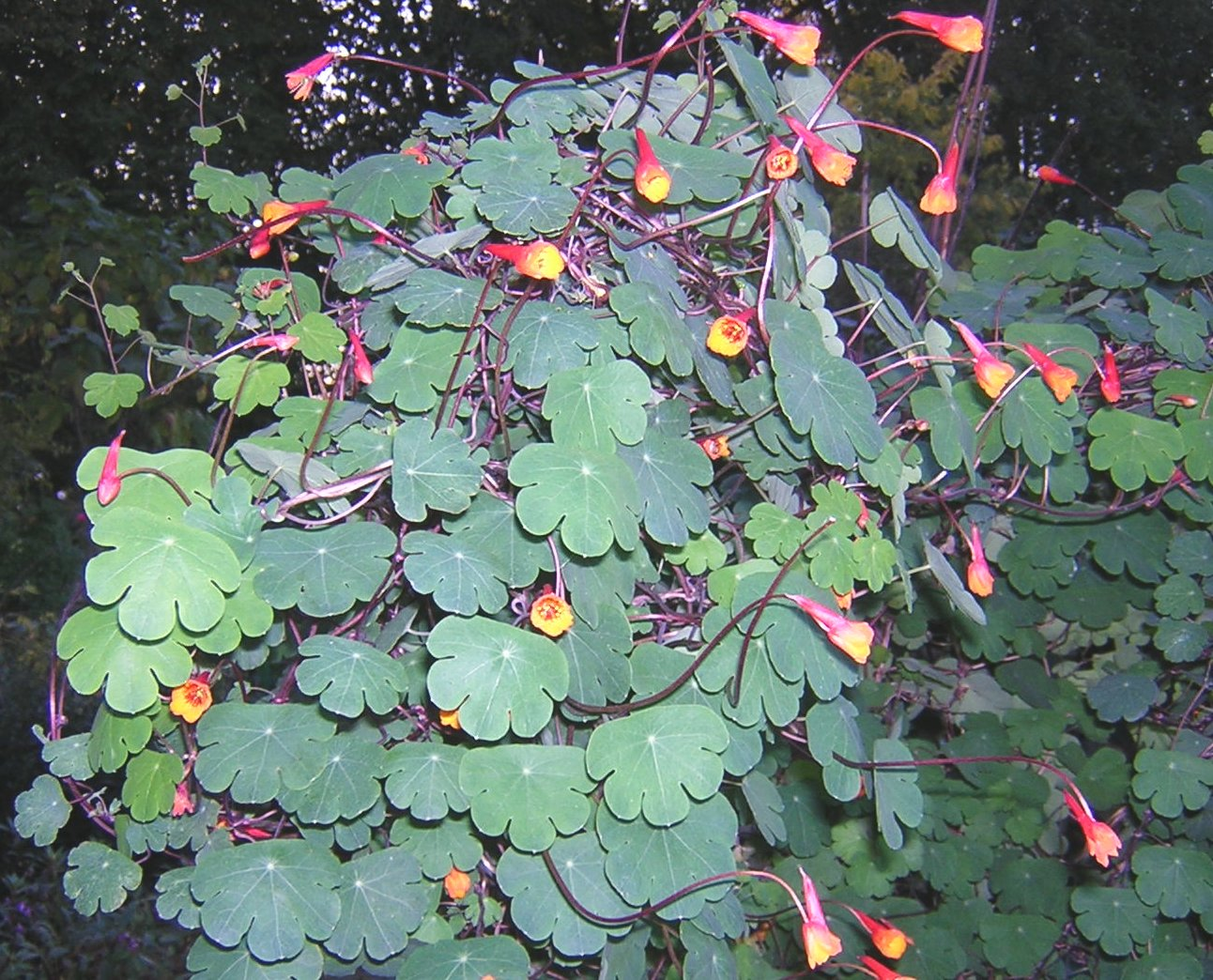
Vista de la planta

## Descripción
Es una planta herbácea, de tallos cilíndricos y hábitos rastreros como el mastuerzo.  Tiene crecimiento erecto cuando es tierna y de tallos postrados con follaje compacto cuando madura. Las hojas son delgadas de color verde oscuro brillante. Los tubérculos son cónicos y alargados con un ápice agudo.

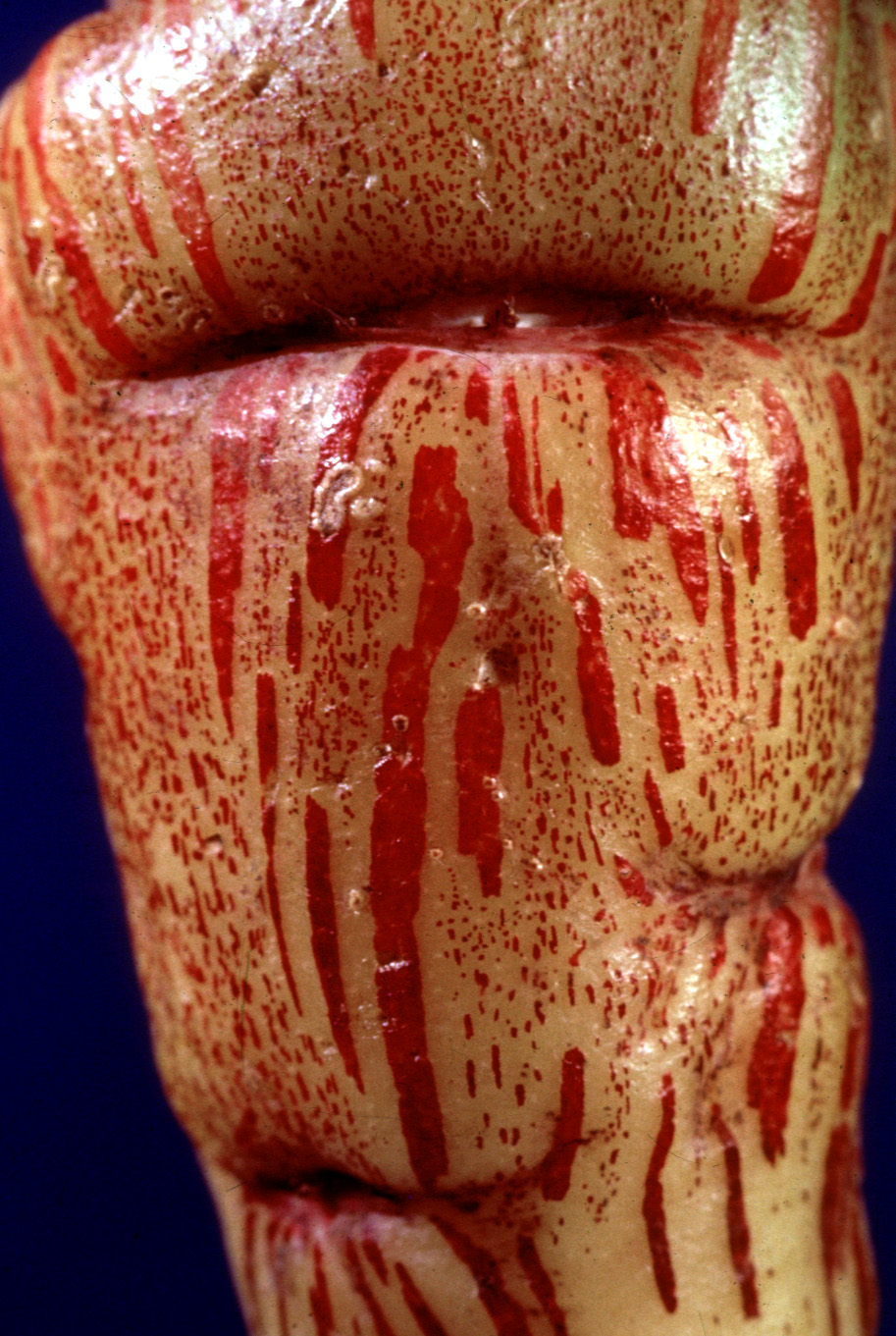
Tubérculo

## Taxonomía
Tropaeolum tuberosum fue descrita por Hipólito Ruiz López y José Antonio Pavón y Jiménez, y publicada en Flora Peruviana, et Chilensis 3: 77, t. 314. 1802.
Etimología
Tropaeolum: nombre genérico conocido como la capuchina de jardineros, aunque no de los botánicos, y nombrado por Linneo, que deriva del griego tropaion y del latín tropaeum de "trofeo", por la manera en que crece la planta, sobre un soporte. recordando un trofeo clásico con escudos y cascos de oro como las que colgaban como un signo de la victoria en un campo de batalla.
tuberosum: epíteto latíno que significa "con tubérculo".
Variedad aceptada
- Tropaeolum tuberosum subsp. silvestre Sparre

## Importancia económica y cultural

Tubérculo de la especie silvestre

El tiempo exacto de su domesticación no se conoce pero se estima en 5500 a. C.

### Usos medicinales
Los habitantes de los Andes consumen mashua aduciendo sus efectos medicinales relacionados con el dolor en los riñones e hígado, erupciones en la piel y desórdenes de próstata. A la mashua se le atribuye históricamente la creencia de que inhibe la actividad sexual en hombres: cuenta Bernabé Cobo en el siglo XVI que el Inca les daba este tubérculo a sus tropas para que se olvidaran de sus mujeres.

#### Farmacología
En un estudio con ratas se encontró una disminución del 45% en los niveles sanguíneos de testosterona/dihidrotestosterona. Esta disminución parece estar relacionada con la presencia de isotiocianatos en los tubérculos.
Las propiedades antibióticas, insecticidas, nematicidas y diuréticas de los isotiocianatos corroboran varios de los usos de T. tuberosum en la medicina popular andina. Ofrece propiedades antibióticas en contra de Candida albicans, Escherichia coli y Staphylococcus albus, actividad paralela del isotiocianato de bencilo a 100 microgramos.
Otros estudios realizados mostraron que los genotipos mashua de color púrpura tienen un alto contenido de compuestos fenólicos, comparables con los encontrados en fuentes antioxidantes ya conocidas. Además, los tubérculos de mashua de color púrpura presentaban una capacidad antioxidante de ocho a diez veces mayor que los de color amarillo.

### Usos alimenticios
El tubérculo de la mashua es un alimento básico en las regiones andinas de América del Sur, crudo tiene un sabor acre, que desaparece cuando se cocina. Es utilizado en la elaboración de sopas, postres, guisos y otros platos. Sus flores, hojas y capullos también son comestibles en forma de ensalada.

#### Valor nutricional
El valor nutricional del cubio es alto. Se ha reportado que los tubérculos secos tienen 14-16% de proteína, casi 80% de carbohidratos, cerca de 9 μg/100g de ß-caroteno, y  casi 480 mg de Vitamina C/100g.
En un análisis, ejemplares secos de los tubérculos (por cada 100 g) contenían: 371 calorías, 11.4 g proteína, 4.3 g grasa, 78.6 g carbohidratos totales, 5.7 g fibra, 5.7 g de cenizas, 50 mg calcio, 300 mg de fósforo, 8.6 mg de hierro, 214 microgramos equivalentes de beta-caroteno, 0.43 mg de tiamina, 0.57 mg riboflavina, 4.3 mg niacina, and 476 mg de ácido ascórbico.

## Cultivo
Su extraordinaria resistencia a plagas de insectos, nematodos y bacterias se atribuye a altos niveles de isotiocianatos. Aunque el mashua está completamente domesticado, puede persistir en la vegetación silvestre debido a su crecimiento agresivo y robustez. En Colombia, se planta como un cultivo complementario para repeler las plagas en los campos de papa. La mashua o cubio es muy rústica, por ello puede cultivarse en suelos pobres, sin uso de fertilizantes y pesticidas, y aun en estas condiciones, su rendimiento puede duplicar al cultivo de papa.

## Nombres comunes
- En quechua: mashua, mashwa, masua (Ayacucho), añú (Cusco).
- En aimara: apilla, isaño, mishwa (entre otros).
- En castellano: zapallo, amarilla, marica (entre otros),[17] cubio (Colombia).[18][19]

### Genérica
- Foster, R. C. 1958. A catalogue of the ferns and flowering plants of Bolivia. Contr. Gray Herb. 184: 1–223.  View in Biodiversity Heritage Library
- Jørgensen, P. M. & C. Ulloa Ulloa. 1994. Seed plants of the high Andes of Ecuador—A checklist. AAU Rep. 34: 1–443.
- Jørgensen, P. M. & S. León-Yánez. (eds.) 1999. Cat. Vasc. Pl. Ecuador. Monogr. Syst. Bot. Missouri Bot. Gard. 75: i–viii, 1–1181.
- Jørgensen, P. M., M. H. Nee & S. G. Beck. (eds.) 2014. Cat. Pl. Vasc. Bolivia, Monogr. Syst. Bot. Missouri Bot. Gard. 127(1–2): i–viii, 1–1744. Missouri Botanical Garden Press, St. Louis.
- Jørgensen, P. M., M. H. Nee & S. G. Beck. (eds.) 2015 en adelante. Catálogo de las plantas vasculares de Bolivia (adiciones).
- Luteyn, J. L. 1999. Páramos, a checklist of plant diversity, geographical distribution, and botanical literature. Mem. New York Bot. Gard. 84: viii–xv, 1–278.
- Rusby, H. H. 1893. On the collections of Mr. Miguel Bang in Bolivia. Mem. Torrey Bot. Club 3(3): 1–67.  View in BotanicusView in Biodiversity Heritage Library
- Sparre, B. 1973. 89. Tropaeolaceae. 2: 1–31. In G. W. Harling & B. B. Sparre (eds.) Fl. Ecuador. University of Göteborg & Swedish Museum of Natural History, Göteborg & Stockholm.

### Específica
- Lim, T. K. (2016). «Tropaeolum tuberosum».  En Lim, T. K., ed. Edible Medicinal and Non-Medicinal Plants: Volume 12 Modified Stems, Roots, Bulbs (en inglés). Springer International Publishing. pp. 94-102. ISBN 9783319260655. doi:10.1007/978-3-319-26065-5_3. Consultado el 8 de mayo de 2019.

- Blas, Raúl; Chacón, Américo; Mansilla, Roberto; Quispe, Cinthia (2015). «Análisis de la variabilidad morfológica del "Añu" Tropaeolum tuberosum Ruiz & Pavón procedente de nueve distritos de la región Cusco». Ecología Aplicada 14 (2): 211-222. ISSN 1726-2216. Consultado el 11 de abril de 2019.

- Leiva-Revilla, J.; Cárdenas-Valencia, I.; Rubio, J.; Guerra-Castañón, F.; Olcese-Mori, P.; Gasco, M.; Gonzales, G. F. (2012). «Evaluation of different doses of mashua (Tropaeolum tuberosum) on the reduction of sperm production, motility and morphology in adult male rats: Dose-response effect of mashua». Andrologia (en inglés) 44: 205-212. doi:10.1111/j.1439-0272.2011.01165.x. Consultado el 8 de mayo de 2019.

- Lourenço, Emerson Luiz Botelho; Muller, Juliane Centeno; Boareto, Ana Claudia; Gomes, Caroline; Lourenço, Ana Carolina; Minatovicz, Bruna; Crestani, Sandra; Gasparotto, Arquimedes et al. (2012). «Screening for in vivo (anti)estrogenic and (anti)androgenic activities of Tropaeolum majus L. and its effect on uterine contractility». Journal of Ethnopharmacology (en inglés) 141 (1): 418-423. doi:10.1016/j.jep.2012.03.004. Consultado el 8 de mayo de 2019.

- Chirinos, Rosana; Campos, David; Warnier, Marie; Pedreschi, Romina; Rees, Jean-François; Larondelle, Yvan (2008). «Antioxidant properties of mashua (Tropaeolum tuberosum) phenolic extracts against oxidative damage using biological in vitro assays». Food Chemistry (en inglés) 111 (1): 98-105. doi:10.1016/j.foodchem.2008.03.038. Consultado el 8 de mayo de 2019.

- Cárdenas-Valencia, I.; Nieto, J.; Gasco, M.; Gonzales, C.; Rubio, J.; Portella, J.; Gonzales, G. F. (2008). «Tropaeolum tuberosum (Mashua) reduces testicular function: effect of different treatment times». Andrologia (en inglés) 40 (6): 352-357. doi:10.1111/j.1439-0272.2008.00868.x. Consultado el 8 de mayo de 2019.

- Chirinos, Rosana; Campos, David; Arbizu, Carlos; Rogez, Hervé; Rees, Jean-François; Larondelle, Yvan; Noratto, Giuliana; Cisneros‐Zevallos, Luis (2007). «Effect of genotype, maturity stage and post-harvest storage on phenolic compounds, carotenoid content and antioxidant capacity, of Andean mashua tubers (Tropaeolum tuberosum Ruiz & Pavón)». Journal of the Science of Food and Agriculture (en inglés) 87 (3): 437-446. ISSN 1097-0010. doi:10.1002/jsfa.2719. Consultado el 8 de mayo de 2019.

- Campos, David; Noratto, Giuliana; Chirinos, Rosana; Arbizu, Carlos; Roca, Willian; Cisneros-Zevallos, Luis (2006). «Antioxidant capacity and secondary metabolites in four species of Andean tuber crops: native potato (Solanum sp.), mashua (Tropaeolum tuberosum Ruiz & Pavón), Oca (Oxalis tuberosa Molina) and ulluco (Ullucus tuberosus Caldas)». Journal of the Science of Food and Agriculture (en inglés) 86 (10): 1481-1488. ISSN 0022-5142. doi:10.1002/jsfa.2529. Consultado el 8 de mayo de 2019.

- Grau, Alfredo; Ortega Dueñas, Ramiro; Nieto Cabrera, Carlos; Hermann, Michael (2003). Mashua, Tropaeolum tuberosum Ruíz & Pav.. Lima: International Plant Genetic Resources Institute / Centro Internacional de la Papa. ISBN 929043581X. OCLC 61252099. Consultado el 13 de mayo de 2019.

- Johns, Timothy; Kitts, W.D.; Newsome, Frances; Towers, G.H.Neil (1982). «Anti-reproductive and other medicinal effects of Tropaeolum tuberos um». Journal of Ethnopharmacology (en inglés) 5 (2): 149-161. doi:10.1016/0378-8741(82)90040-X. Consultado el 13 de mayo de 2019.